# 東海キヨスク
東海キヨスク株式会社（とうかいキヨスク、英: Tokai Kiosk Company）は、かつて存在した愛知県名古屋市に本社を置き、駅売店やコンビニエンスストアの運営を主な事業としていた企業。東海旅客鉄道（JR東海）の完全子会社（連結子会社）であった。

## 概要
主にJR東海管内の駅にある駅売店「Kiosk（キヨスク）」やコンビニエンスストア「Bellmart（ベルマート）」、ギフトショップ、各種専門店の運営を行っている。
かつては2009年12月より販売員の姉妹「キヨ子」と「キヨ美」というマスコットキャラクターを設定しており、公式ホームページなど様々な場面で登場していた。店舗においてはこの姉妹の人形が置かれており、各店舗毎に季節に応じて意匠を凝らした服装に衣替えしていた。また、この姉妹による公式Twitterアカウントがあった（@Tokai_kiosk）ほか、この姉妹が東海地方の駅をめぐり、名産品や名所を始めとした観光情報を紹介する「キヨスク紀行」を公式ホームページなどで公開していた。2014年2月20日には「ギフトキヨスク名古屋桜通口」（名古屋駅）の開業に合わせて二人の着ぐるみがお目見えした。しかし、2015年3月末以降は特に目立った活動はなく、2016年現在は店舗から姉妹の人形が撤去され、Twitterアカウントも2021年9月に復活するまで廃止されていた。公式アカウント復活後は広報による運営となっている。

## 主な事業

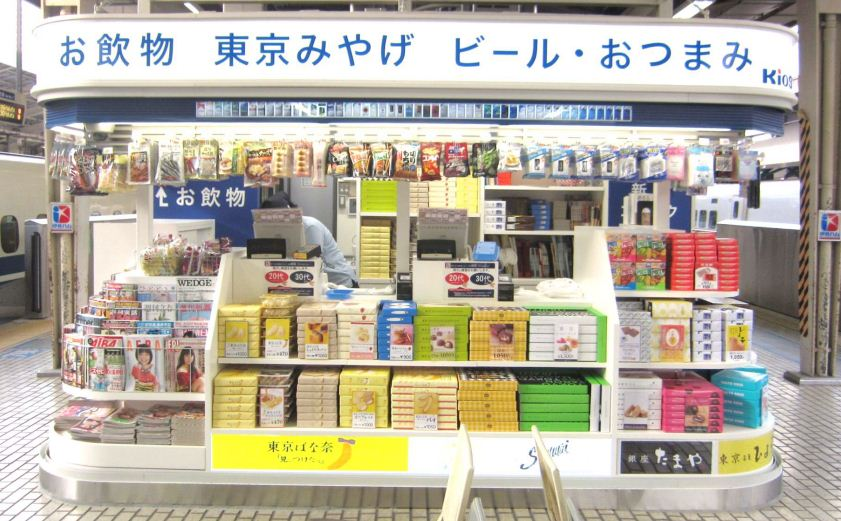
東京ホーム7B売店（東海道新幹線14・15番線ホーム新大阪方7号車付近）

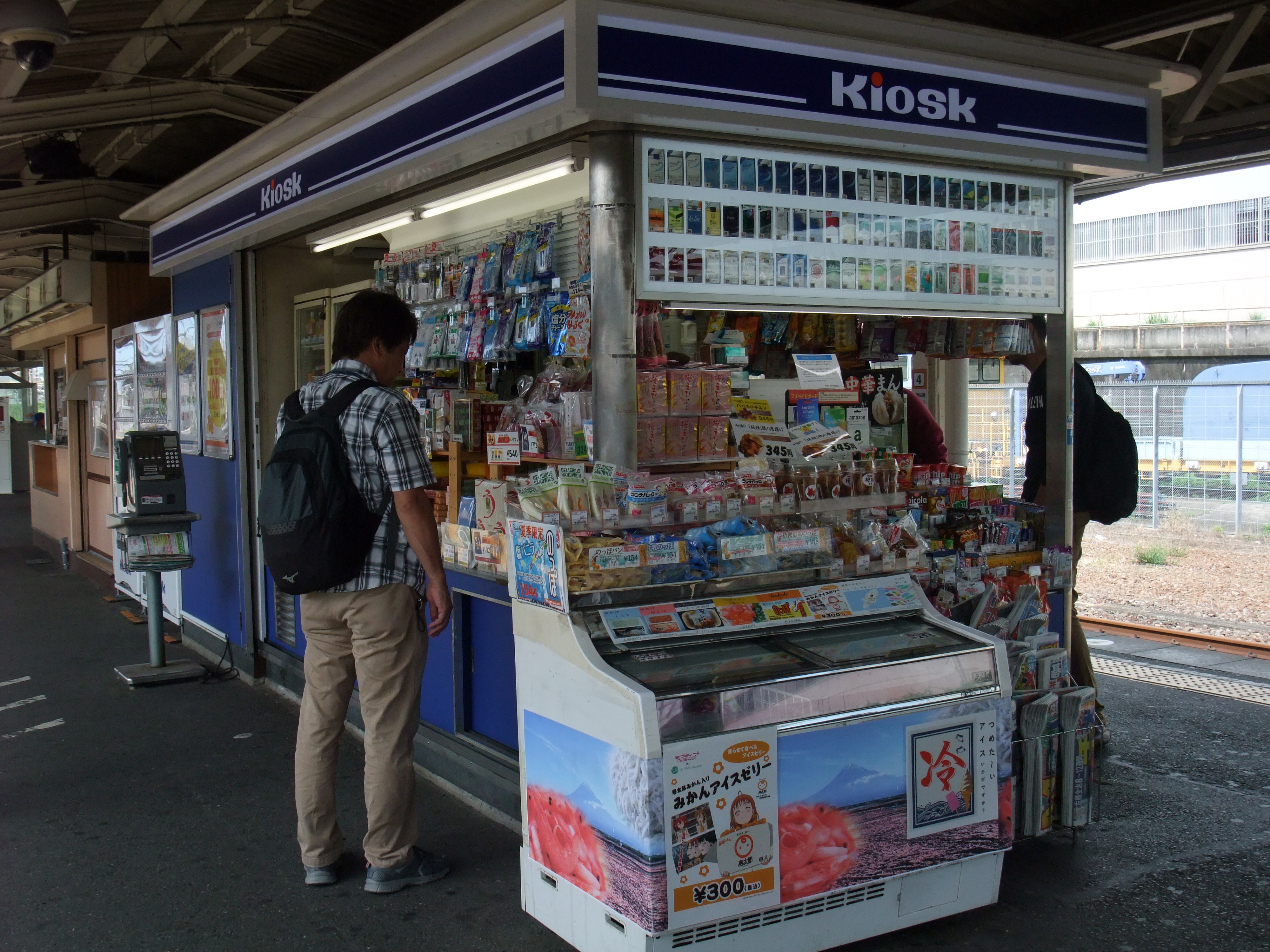
在来線（三島駅）の典型的なキヨスク

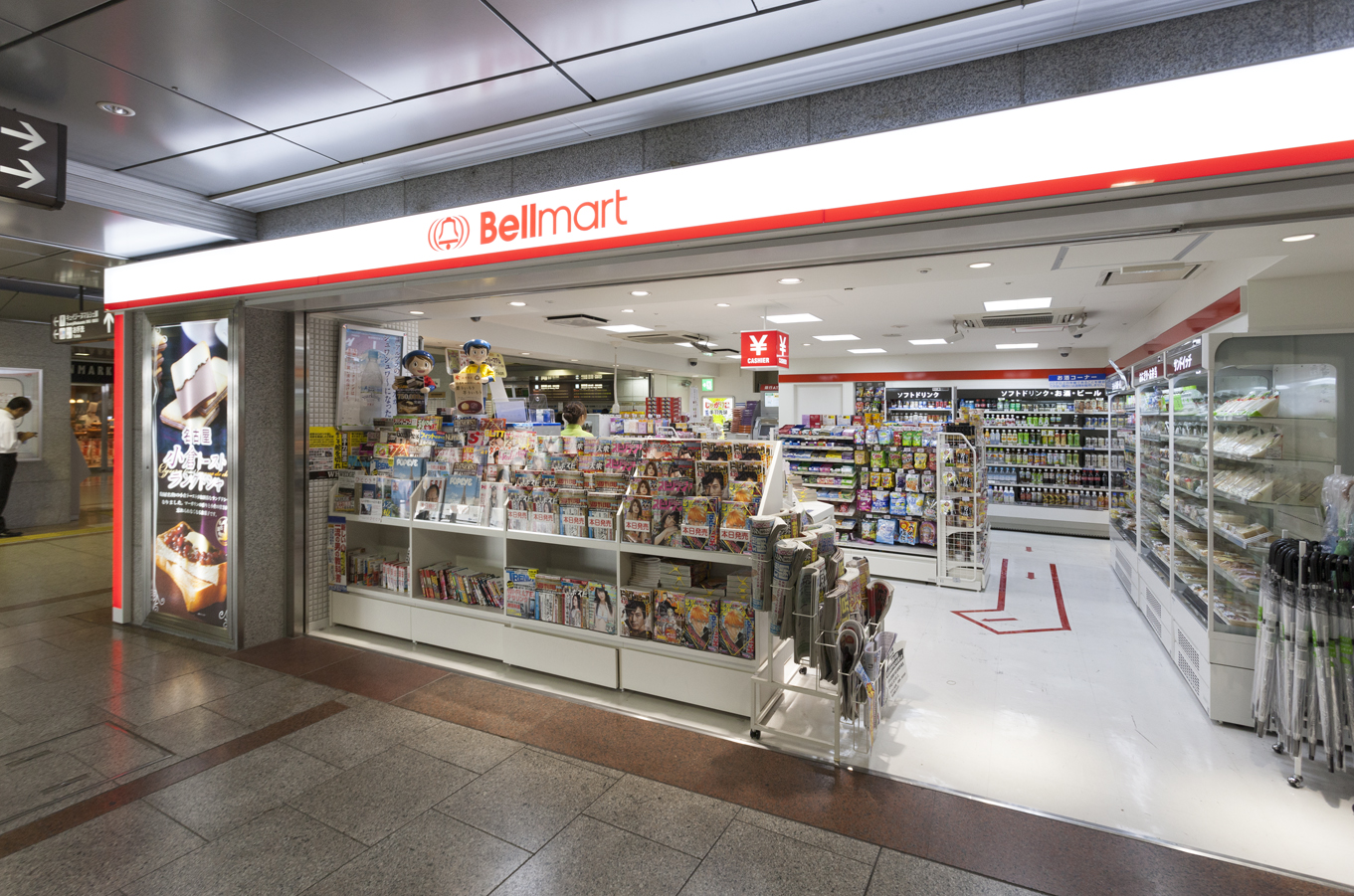
名古屋駅ベルマート広小路口

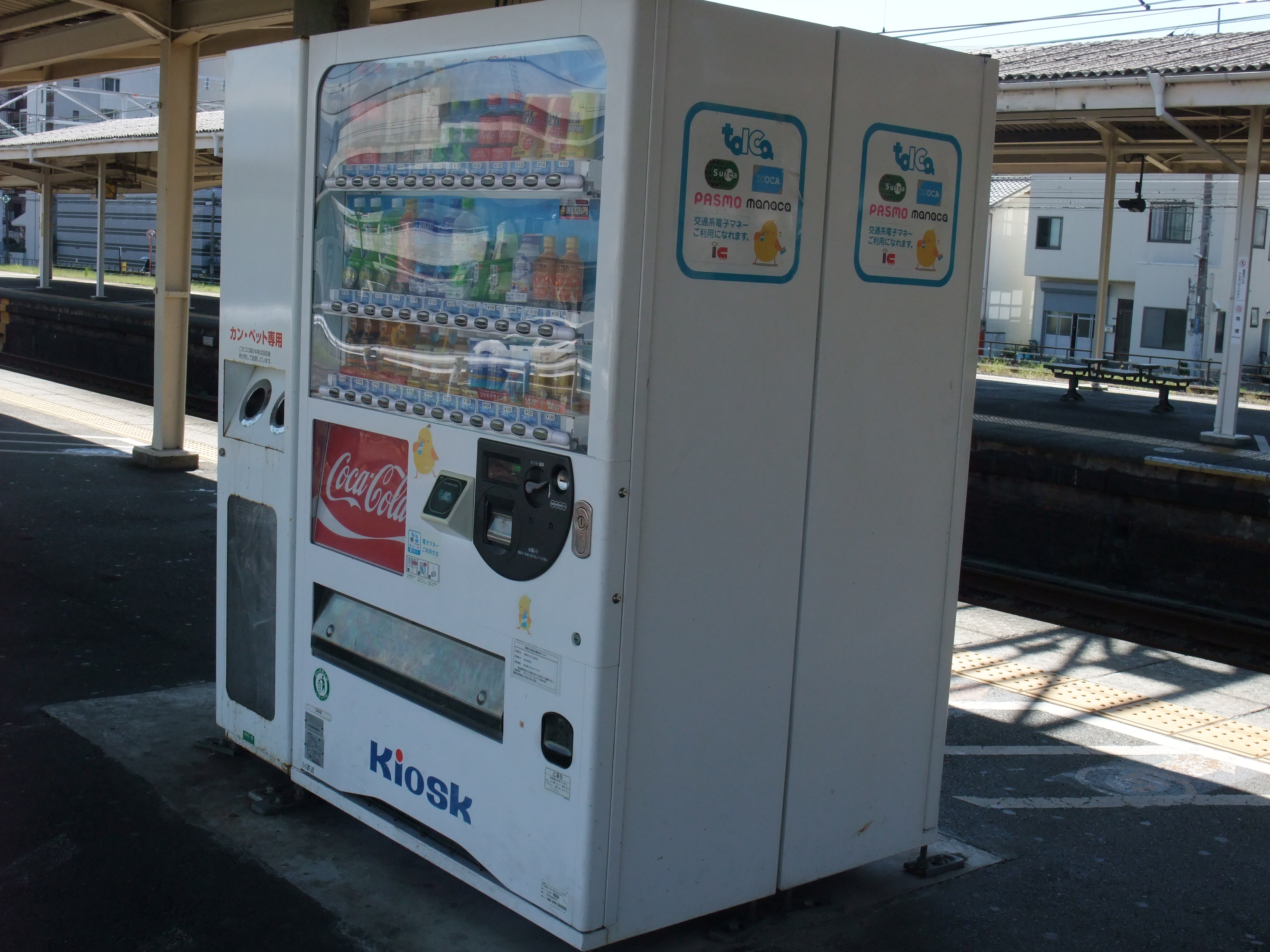
在来線ホームの自販機（下部にKioskのロゴ）

2017年（平成29年）4月1日現在の店舗数は216店舗。
- キヨスク部門
  - キヨスク
- コンビニ部門
  - ベルマート
  - 類似した業態の「デリカステーション」はジェイアール東海パッセンジャーズの運営であり、取り扱い商品も一部異なる。
- ギフトショップ部門
  - GRAND KIOSK
  - GIFT KIOSK
  - GIFT　STATION
  - おもたせや（東京駅一番街内）
  - Sweets PATIO（新大阪駅内）
- 専門店部門
  - EKINAKA SWEETS（豊橋駅）
  - 三省堂書店 - 三省堂書店とのFC店。（小田原駅）
  - ブックキヨスク新大阪、ブックキヨスク京都
  - 八ッ橋の社（京都駅内）
  - こってこ亭（新大阪駅内）
- ベンダー部門
  - JR東海管区在来線駅やホームと一部東海道新幹線駅ホームの清涼飲料水自動販売機の運用[注釈 1]
- 不動産部門
  - 東海キヨスク牧野ビル（名古屋市中村区太閤一丁目3-16）[注釈 2] など名古屋駅界隈でオフィスビル・テナントビルを運営

## 沿革
- 1987年（昭和62年）
  - 6月5日 - 会社設立[3]。
  - 7月1日 - 財団法人鉄道弘済会の営業部門から分離独立し営業開始[注釈 3][3]。
  - 7月30日 - JR東海が鉄道弘済会から過半数の株式を取得し、同社の子会社となる[5]。
- 1988年（昭和63年）8月30日 - 株式会社リック・フーズを子会社化。
- 1991年（平成3年）10月22日 - 大高駅にベルマート1号店をオープン[6]。
- 1997年（平成9年）3月2日 - キヨスク店舗初のPOSシステムを導入。
- 2005年（平成17年）
  - 3月18日 - 愛・地球博開催。会場内に「JR東海 超電導リニア館オフィシャルグッズショップ」出店。
  - 4月1日 - ベルマート店舗でATM（現金自動預入支払機）運用開始。
- 2006年（平成18年）6月19日 - 楽天市場に出店し、本格的なおみやげのインターネット販売開始。
- 2008年（平成20年）
  - 3月17日 - 鉄道弘済会の出資分（10%）を購入、JR東海の完全子会社となる。
  - 3月27日 - 営業総合システムを、直営全店舗へ導入完了。
  - 7月1日 - コーポレートメッセージ「あなたのいつもに 東海キヨスク」を制定。
- 2009年（平成21年）12月21日 - マスコットキャラクター「キヨ子」「キヨ美」デビュー。
- 2010年（平成22年）
  - 3月13日 - TOICA電子マネー利用開始。
  - 10月19日 - 東京駅八重洲南口にスイーツ&ギフトのお店「10minutes for you」オープン。
- 2012年（平成24年）10月18日 - 新大阪駅に当社初の新幹線グッズ専門店「わくわくSTATION」オープン。
- 2013年（平成25年）6月15日 - 本社事務所をキヨスク名駅ビルから、大東海ビルへ移転[注釈 4]。
- 2019年（令和元年）9月2日 - キヨスクやベルマートなど計201店舗でLINE PayやAlipayなどのスマートフォンを使った電子決済サービスを実施[7]。
- 2023年（令和5年）10月1日 - ジェイアール東海パッセンジャーズを吸収合併し、「株式会社JR東海リテイリング・プラス」に商号変更[8][9]。

## 事業所

### 本社
- 本社
  - 所在地：名古屋市中村区名駅三丁目22番8号（大東海ビル9階）

### 支社
- 関東支社

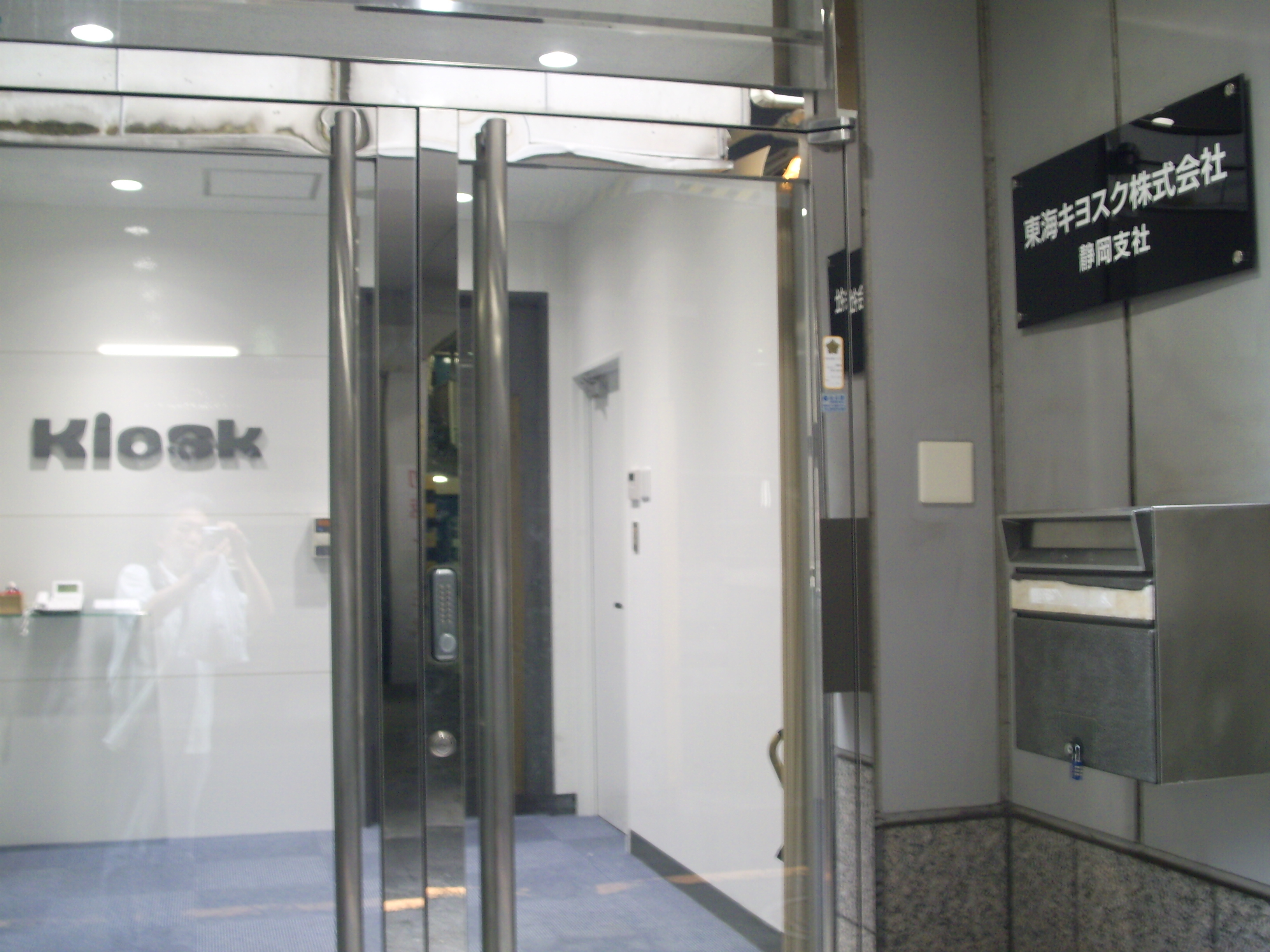
静岡支社

  - 所在地：東京都中央区八重洲一丁目7番20号（八重洲口会館9階）
- 静岡支社
  - 所在地：静岡市葵区黒金町47-1（JR東海静岡運輸区ビル1階）
- 中部支社
  - 所在地：名古屋市中村区名駅2-45-7（松岡ビルディング8階）
- 関西支社
  - 所在地：大阪市淀川区西中島七丁目16番116号

## 労働組合
- 東海キヨスク労働組合（JR東海グループ労働組合連合会）